# Delias paoaiensis
Delias paoaiensis é uma espécie de borboleta pierina endémica das Montanhas Centrais da Cordilheira de Luzon, nas Filipinas.
A sua envergadura é de 52 a 56 milímetros. A espécie foi originalmente descrita como uma subespécie de Delias nuydaorum, mas pode ser distinguida por uma marcação amarela que a distingue como uma espécie diferente.